# Pteromalus townsendi
Pteromalus townsendi är en stekelart som först beskrevs av Crawford 1912.  Pteromalus townsendi ingår i släktet Pteromalus och familjen puppglanssteklar. Inga underarter finns listade i Catalogue of Life.